# Gare de Dourges
Gare de Dourges vasútállomás Franciaországban, Dourges településen.

## Vasútvonalak
Az állomást az alábbi vasútvonalak érintik:
- Lens-Ostricourt-vasútvonal

## Kapcsolódó állomások
A vasútállomáshoz az alábbi állomások vannak a legközelebb:
- Gare de Libercourt
- Gare d’Ostricourt
- Gare d’Hénin-Beaumont